# Chevrolet Menlo

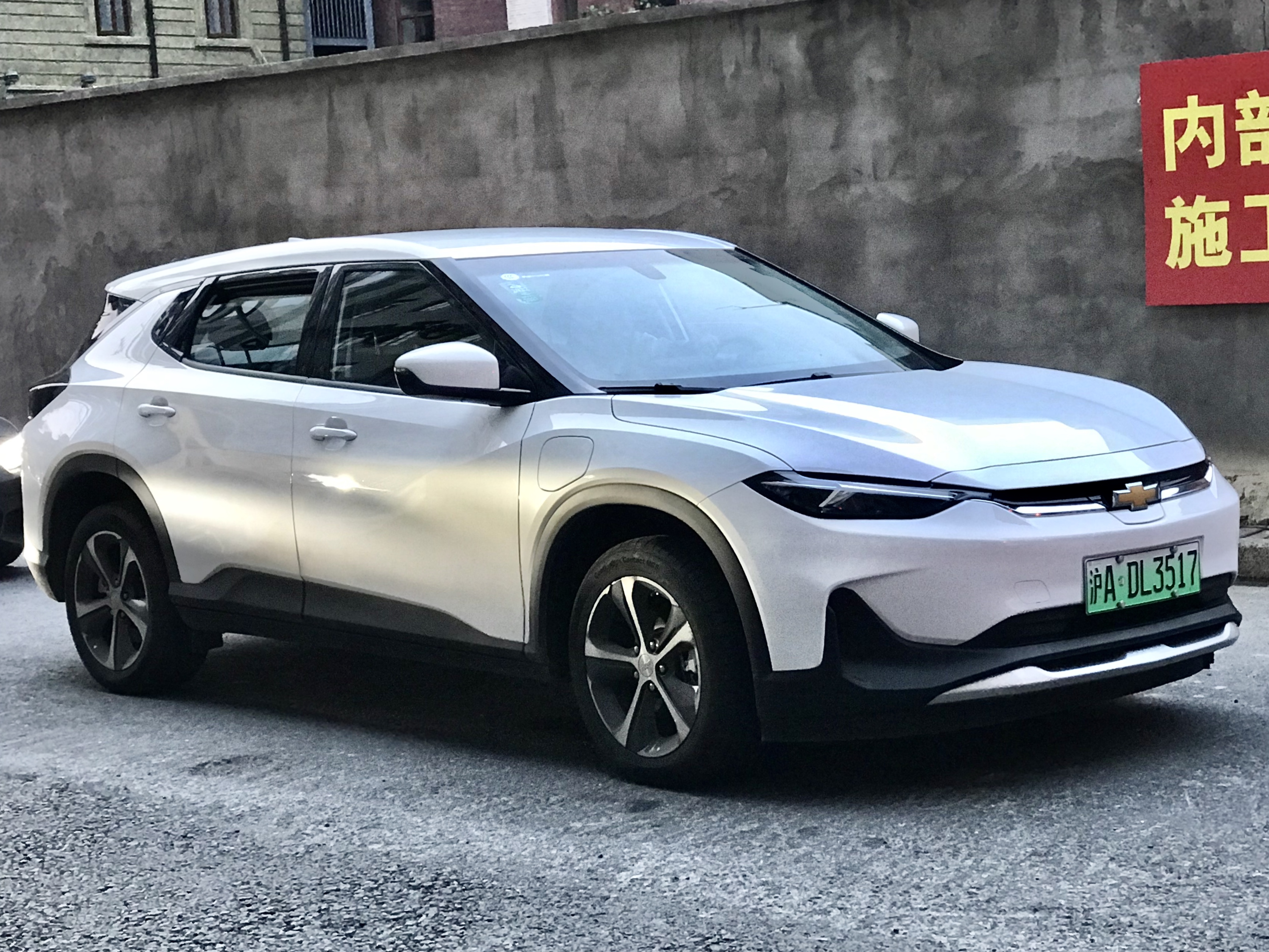
Une Chevrolet Menlo EV

La Chevrolet Menlo (畅 巡) est un break / crossover compact électrique, vendu exclusivement en Chine. Il s'agit du premier véhicule électrique Chevrolet disponible en Chine, car la Chevrolet Bolt n'y est pas vendue.

## Histoire
Le Chevrolet Menlo est basé sur le concept Chevrolet FNR-X présenté au salon Auto Shanghai 2017. La version de production du Menlo a fait ses débuts lors d'un gala à Hefei, Anhui le 8 novembre 2019, et a également été présenté au salon Auto Guangzhou 2019. Les précommandes ont commencé en décembre et les livraisons ont commencé le 20 février 2020.
Grâce à une subvention gouvernementale pouvant atteindre 100 000 yuans (environ 14 250 $ US), le Menlo est le crossover compact électrique le moins cher en Chine.
Contrairement aux autres modèles de Chevrolet, le Menlo a un système de dénomination de niveau de finition unique, qui comprend Starshare, Galaxy, Nebula et Starlux. Il propose également trois modes de conduite (standard, sport et économie) et trois niveaux de recyclage d'énergie.

## Batterie
Le Menlo dispose d'une batterie lithium-ion, d'une capacité de 52,5 kWh et d'une autonomie allant jusqu'à 410 km selon le NEDC. Il génère jusqu'à 110 kW (150 ch) et 350 N m de couple. Cette batterie est également utilisée dans le Buick Velite 6 Plus.